# Essexklasse
De Essex-klasse was een klasse van vliegdekschepen van de United States Navy, die de grootste klasse van grote oorlogsschepen uit de 20e eeuw was, met 24 gebouwde schepen. Hieronder vielen ook de leden van de verlengde Ticonderoga-klasse, die door sommigen gezien wordt als een aparte klasse. Er waren er oorspronkelijk 32 besteld, waarbij er zes werden geannuleerd nog voor de bouw begon, en twee nadat de bouw al was begonnen. De Essex-klasse was, samen met de drie Midway-klasse schepen de ruggengraat van de US Navy in de jaren na de Tweede Wereldoorlog, tot de supercarriers in dienst kwamen tijdens de jaren 60 en 70.

## Overzicht
De voorgaande Yorktown-klasse vliegdekschepen vormden de basis waaruit de Essex-klasse werd ontwikkeld. Ontworpen om een grote luchtgroep mee te nemen en niet in de weg gezeten door vooroorlogse marineakkoorden, was de USS Essex (CV-9) meer dan 20 meter langer, 3 meter breder, en meer dan een derde zwaarder. Een langer en weidser vliegdek en liften aan de randen van het dek zorgden voor verbeterde luchtoperaties, waardoor de offensieve en defensieve luchtkracht. De plaatsing van machines en bepantsering was erg verbeterd ten opzichte van eerdere ontwerpen. Deze eigenschappen, plus de aanwezigheid van meer luchtdoelgeschut, gaven de schepen een verbeterde overlevingskans. Geen enkele van de Essex-klasse schepen werden verloren, en twee van hen, de USS Franklin (CV-13) en USS Bunker Hill (CV-17), kwamen op eigen kracht thuis nadat ze zwaar beschadigd waren.

## Ontwikkeling
Na de ontbinding van de ontwapeningsverdragen door Japan, nam de VS een realistische kijk naar de sterkte van haar marine. Nadat de Naval Expansion Act door het Congress kwam op 17 mei 1938, was een stijging van 40.000 ton aan vliegdekschepen toegestaan. Dit liet de bouw van de USS Hornet (CV-8) en USS Essex (CV-9), die het hoofdschip van haar klasse zou worden, toe.
CV-9 zou het prototype zijn van het 27.000 tons vliegdekschip, groter dan de USS Enterprise (CV-6) maar kleiner dan de USS Saratoga (CV-3), een omgebouwde slagkruiser. Deze werden bekend als Essex-klasse vliegdekschepen, maar deze classificatie werd in 1950 laten vallen. Op 9 september 1940 werden er nog acht meer van deze vliegdekschepen besteld en deze werden de USS Hornet (CV-12), USS Franklin (CV-13), USS Ticonderoga (CV-14), USS Randolph (CV-15), USS Lexington (CV-16), USS Bunker Hill (CV-17), USS Wasp (CV-18) en USS Hancock (CV-19). De laatste twee van de 13 oorspronkelijk geplande CV-9-klasse vliegdekschepen, USS Bennington (CV-20) en USS Boxer (CV-21), werden besteld op 15 december 1941.
Lexington, Wasp, Hornet en de Yorktown waren niet de oorspronkelijke benamingen maar werden gebruikt in lijn met het voornemen van de Navy om de tradities van hun in 1942 ten onder gegane voorgangers door te geven. Het moet ook worden gezegd dat van de originele 13 bestelde Essex-klasse schepen, er enkele, de Ticonderoga (CV-14), Randolph (CV-15), Hancock (CV-19) en Boxer (CV-21), werden aangepast tijdens de constructie, als onderdeel van de 'lange romp' groep, met de boeg verlengd tot een 'klipper'vorm, met extra ruimte voor luchtafweer.
Er werden nog 19 meer Essex-klasse schepen besteld of gepland, te beginnen met 10 op 7 augustus 1942. Slechts twee daarvan, de USS Bon Homme Richard (CV-31) en de USS Oriskany (CV-34), werden neergelegd als Essex short hull kielen. De rest werden allemaal Ticonderoga of long hull klasse schepen. CV-16 was in eerste instantie neergelegd als Cabot, maar werd hernoemd tot Lexington tijdens constructie, nadat de USS Lexington (CV-2) verloren was gegaan in de Slag in de Koraalzee in mei 1942. Ze werd op 17 februari 1943 in dienst gesteld. CV-10 zou in eerste instantie Bon Homme Richard heten, maar dit werd gewijzigd nadat de USS Yorktown (CV-5) verloren was gegaan in de Slag bij Midway op 7 juni 1942. De naam van CV-18 werd van Oriskany gewijzigd in Wasp, nadat de USS Wasp (CV-7) was gezonken in de Zuid-Pacific, terwijl ze een troepenkonvooi escorteerde naar Guadalcanal, en CV-12's naam werd van Kearsarge gewijzigd, nadat de USS Hornet (CV-8) verloren werd in oktober 1942 bij de Zeeslag bij de Santa Cruz-eilanden.

## Ontwerp
Bij de eerste tekeningen voor de USS Essex (CV-9) werd er extra aandacht besteed aan de grootte van zowel het vliegdek als het hangardek. Vliegtuigontwerpen waren al een stuk verder dan de lichte vliegtuigen gebruikt op de vliegdekschepen in de jaren 30. Vliegdekken hadden nu meer ruimte nodig voor de zware jagers en bommenwerpers die werden ontworpen. Voor de oorlog werden de eventuele katapulten vrijwel niet gebruikt.
Gedurende de oorlog werden de vliegtuigen steeds zwaarder door extra pantser, extra bewapening en grotere bemanningen. Tegen het einde van de oorlog in 1945 werden katapultlanceringen steeds gewoner, waarbij sommige kapiteins meldden dat 40% van de lanceringen met katapults werd gedaan.

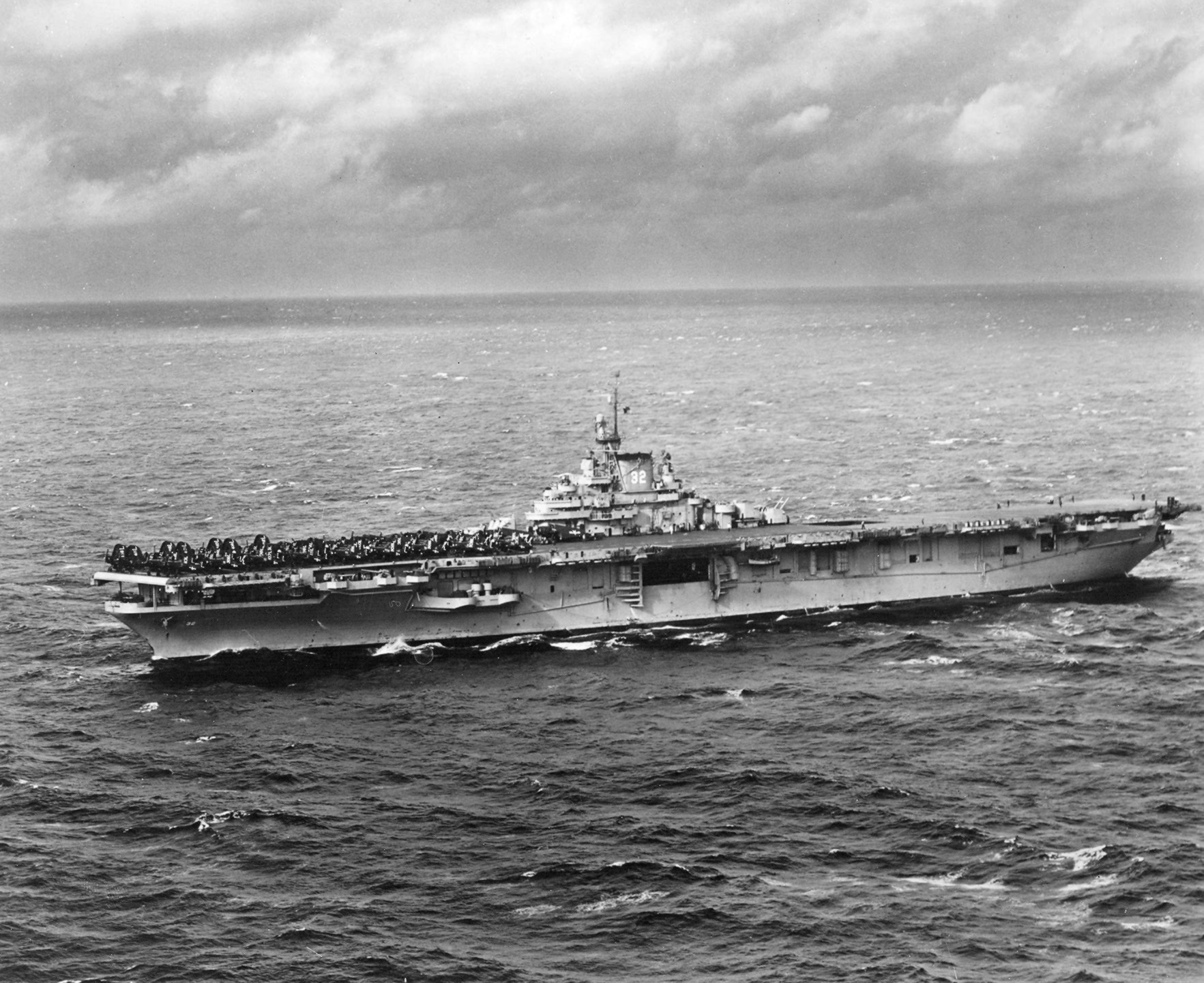
USS Leyte (CV-32).

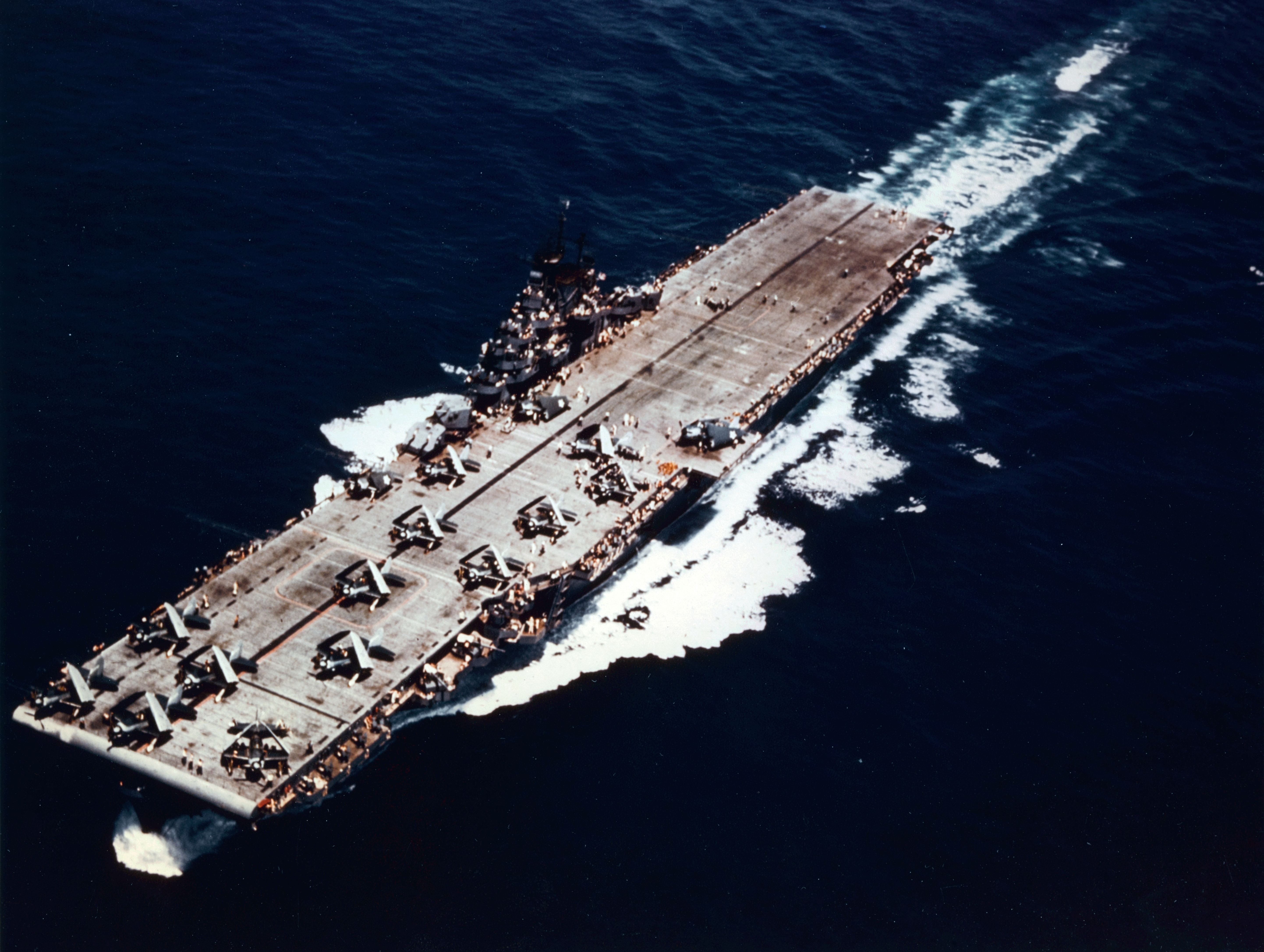
USS Yorktown (CV-10).

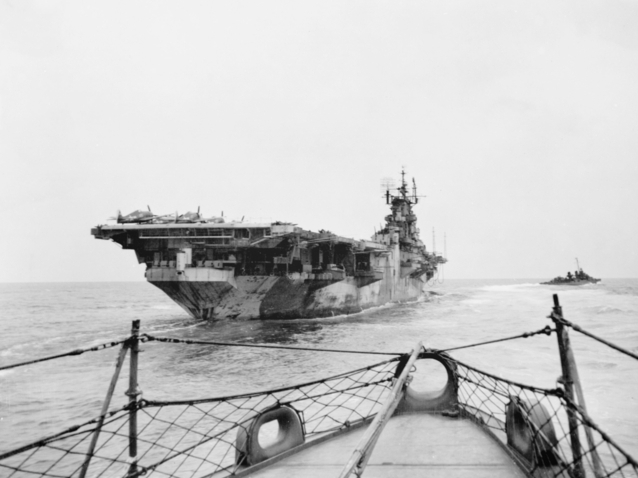
Yorktown van achteren

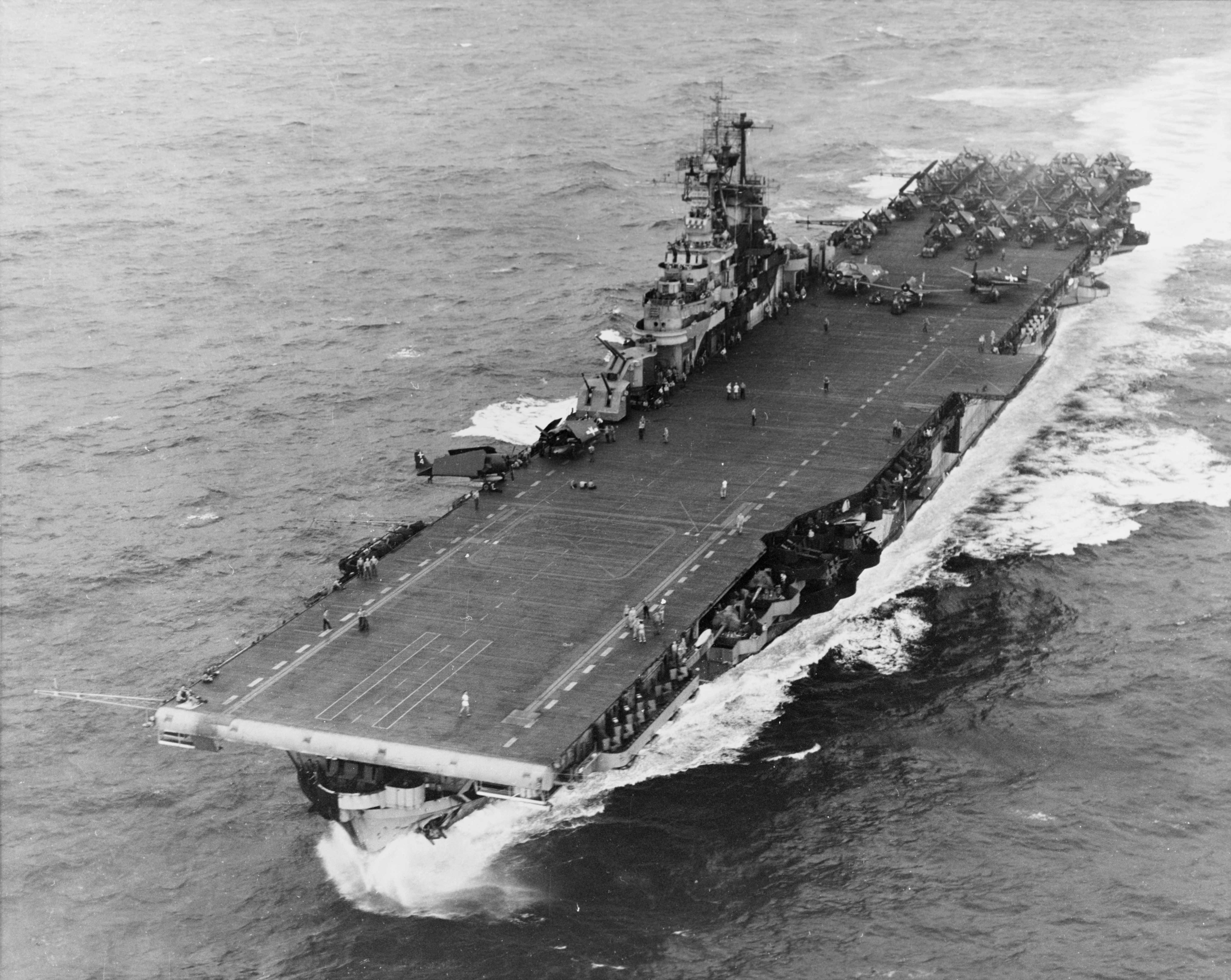
USS Intrepid (CV-11), in de Filipijnenzee, november 1944.

Voor het hangargedeelte waren door verschillende bedrijven tekeningen gemaakt. Niet alleen moest de ondersteuning voor het vliegdek sterk genoeg zijn voor de zwaardere vliegtuigen en zwaardere vliegdek, maar ook sterk genoeg om reservedelen, waaronder ook rompen, onder het vliegdek kwijt te kunnen, maar wel met genoeg ruimte voor de mensen die in de hangar werkten.
Een baanbrekende innovatie in de Essex-klasse was een lift aan de bakboordrand van het dek. Eerdere experimenten, met een baan waarop de vliegtuigen omhoog werden getrokken, bleken te langzaam te zijn. Het Bureau of Ships van de US Navy en de hoofdontwerper van A.B.C. Elevator Co. ontworpen de motor voor de lift. In essentie was het een standaard lift, van 18 bij 10 meter, die verticaal bewoog aan de bakboordzijde van het schip. Het ontwerp was een doorslaand succes die de vliegoperaties op het vliegdek sterk verbeterde ten opzichte van voorgaande klassen.
Omdat er nu geen groot gat meer was in het vliegdek als de lift beneden was, een kritische factor indien de lift faalt, was de zijlift een belangrijke verbetering voor de vliegoperaties. Door de nieuwe positie konden de vliegdekoperaties gewoon doorgaan, zonder afhankelijk te zijn van de positie van de lift. De lift vergrootte ook de effectieve vliegdekruimte, omdat het gebruikt kon worden als parkeerplaats als hij omhoog was, en de hangarruimte, omdat er geen grote liftschacht in het midden was. Daarnaast was de mechaniek minder complex dan de twee liften in het vliegdek, en behoefde 20% minder manuren aan onderhoud.
Verdere verbeteringen aan de klasse werden doorgevoerd, met name op het gebied van ventilatie, verlichting en afvalverbrander.
Deze vliegdekschepen hadden beter beschermende bepantsering, betere faciliteiten voor het afhandelen van munitie, veiliger en grotere brandstofvoorraad en effectiever schade herstel.
De tactische uitzending van de vliegdekschepen van de VS veranderde gedurende de oorlog. In het begin was de doctrine om alleen te opereren, samenwerken bij een offensief, en spreiden indien onder aanval. De ervaring leerde dat de theorie niet werkte, en nieuwe tactieken waren onder discussie.
Toen de nieuwe Essex- en Independence-klasse vliegdekschepen beschikbaar werden veranderde de tactiek. Ervaring leerde de wijsheid van de gecombineerde sterkte. Indien onder vuur zouden de vliegdekschepen bij elkaar blijven om zo een effectieve paraplu van bescherming over hen heen te leggen.
Als twee of meer van deze task-groups elkaar ondersteunden, werden ze een fast carrier task force. Lessen geleerd van het inzetten van de vliegdekschepen als een enkele groep van zes, twee van drie of drie van twee legde de basis voor de vele tactieken die later de carrier taskforce operaties karakteriseerden.

## Bewapening

### "Sunday Punch"
De trots van het vliegdekschip was de offensieve kracht van 36 jachtvliegtuigen, 36 duikbommenwerpers en 18 torpedo-bommenwerpers. De Grumman F6F Hellcat bleek superieur te zijn over de Japanse Mitsubishi Zero. Hij was ruim 70 km/h sneller dan de Zero, en kon ook sneller en hoger klimmen. Door de stijging van het vermogen kon de Hellcat zeer zware bewapening meenemen. Hij had 6 .50 machinegeweren met een vuursnelheid van 1000 patronen per minuut. De Curtiss SB2C Helldiver was een duikbommenwerper met een bomcapaciteit van 1.200 kg of één torpedo. Ontworpen als torpedobommenwerper, werd de Grumman TBF Avenger geproduceerd. Sommige Essex-klasse vliegdekschepen, zoals de Bunker Hill (CV-17), hadden ook squadrons van F4U Corsairs in de Fighter-Bomber Squadrons (VBF's), de voorgangers van de moderne Fighter-Attack Squadrons (VFA's).

### Kanonnen, radar en radio's
Het defensieve plan voor de vliegdekschepen was het gebruik van radio en radar in een gecombineerde poging het luchtafweergeschut te concentreren.
Het schip had vier dubbelloops 5 inch kanonnen, zeventien vierloops 40 mm luchtafweerkanonnen en 65 enkelloops 20 mm kanonnen als laatste redmiddel. Met een bereik van 10 mijl en een vuursnelheid van 15 patronen per minuut, vuurden de 5 inch kanonnen vuurde de dodelijke VT granaten. Deze kanonnen konden ook in het water richten, waarmee waterkolommen gemaakt konden worden die laagvliegende vliegtuigen, zoals torpedobommenwerpers, uit schakelen. De Bofors 40 mm kanonnen waren een significante verbetering over de 28 mm kanonnen, gemonteerd op de eerdere Lexingtonklasse en Yorktown-klasse.
De Essex-klasse maakte ook gebruik van geavanceerde technologische en communicatieapparatuur. De Mark 4 zoekradar was wel geïnstalleerd, maar kon geen laagvliegende inkomende vliegtuigen detecteren, en werd al snel vervangen door de verbeterde Mark 12 radar. De Plan Position Indicator (PPI) radar werd gebruikt om schepen te volgen en maakte het mogelijk dat een gecombineerde vliegkampgroep op volle snelheid in formatie kon stomen in slecht weer en 's nachts.

## De "verlengde"Essexen

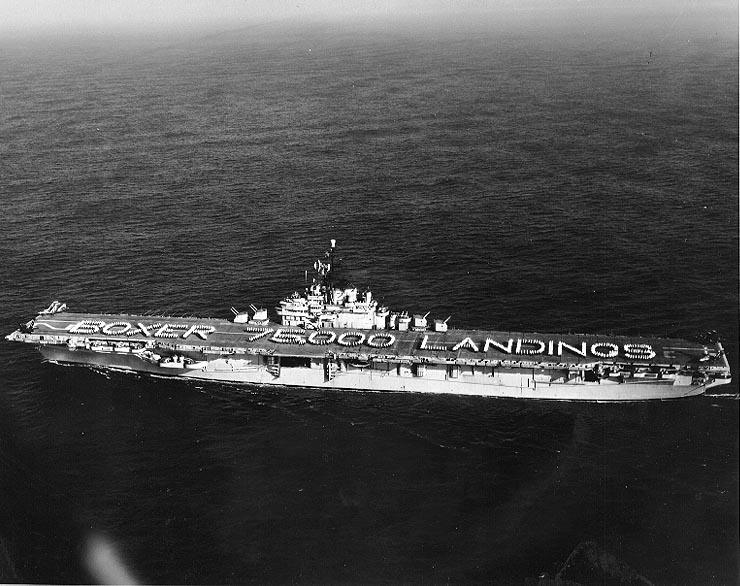
USS Boxer (CV-21)

Gedurende het zeer grote programma om de Essex-klasse vliegdekschepen te bouwen werden er constant modificaties gemaakt. Het aantal 40 mm en 20 mm luchtafweer werd drastisch verhoogd, nieuwe en verbeterde radars werden toegevoegd, het originele katapultsysteem op het hangardek werd verwijderd, het ventilatiesysteem werd grondig veranderd, details van de bescherming werden veranderd, en zo waren er nog honderden grote en kleine veranderingen, waardoor geen enkel schip hetzelfde was.
Aan het begin van maart 1943 werd één gezichtsbepalende wijziging doorgevoerd aan de schepen die toen in de beginfase van de constructie zaten. De boeg werd hervormd tot een elegante klipper vorm om meer dekruimte te creëren voor twee 40 mm vierloops kanonnen, wat de voorwaartse luchtverdediging grondig verbeterde. Dertien schepen werden in deze Ticonderoga-klasse. Vier hiervan waren klaar in 1944, op tijd om hun kortere broertjes te ondersteunen in de Pacific. De rest kwam in dienst tussen begin 1945 en eind 1946.

## Naoorlogse verbouwingen

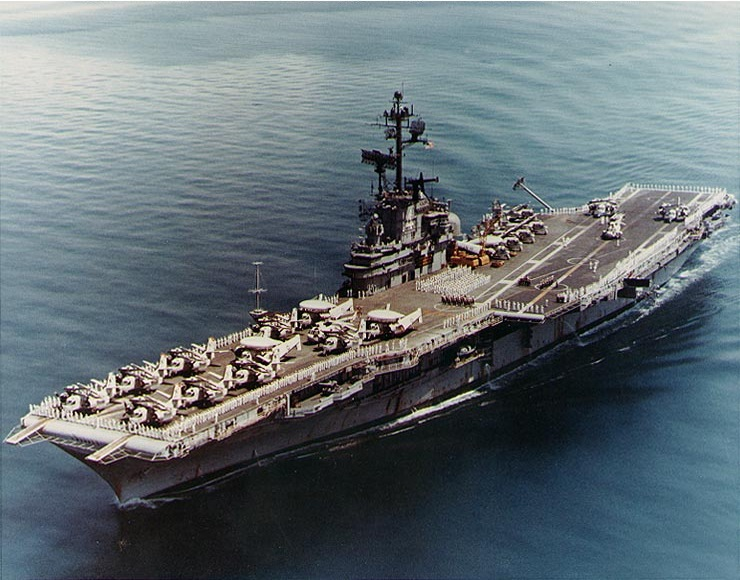
USS Ticonderoga (CV-14).

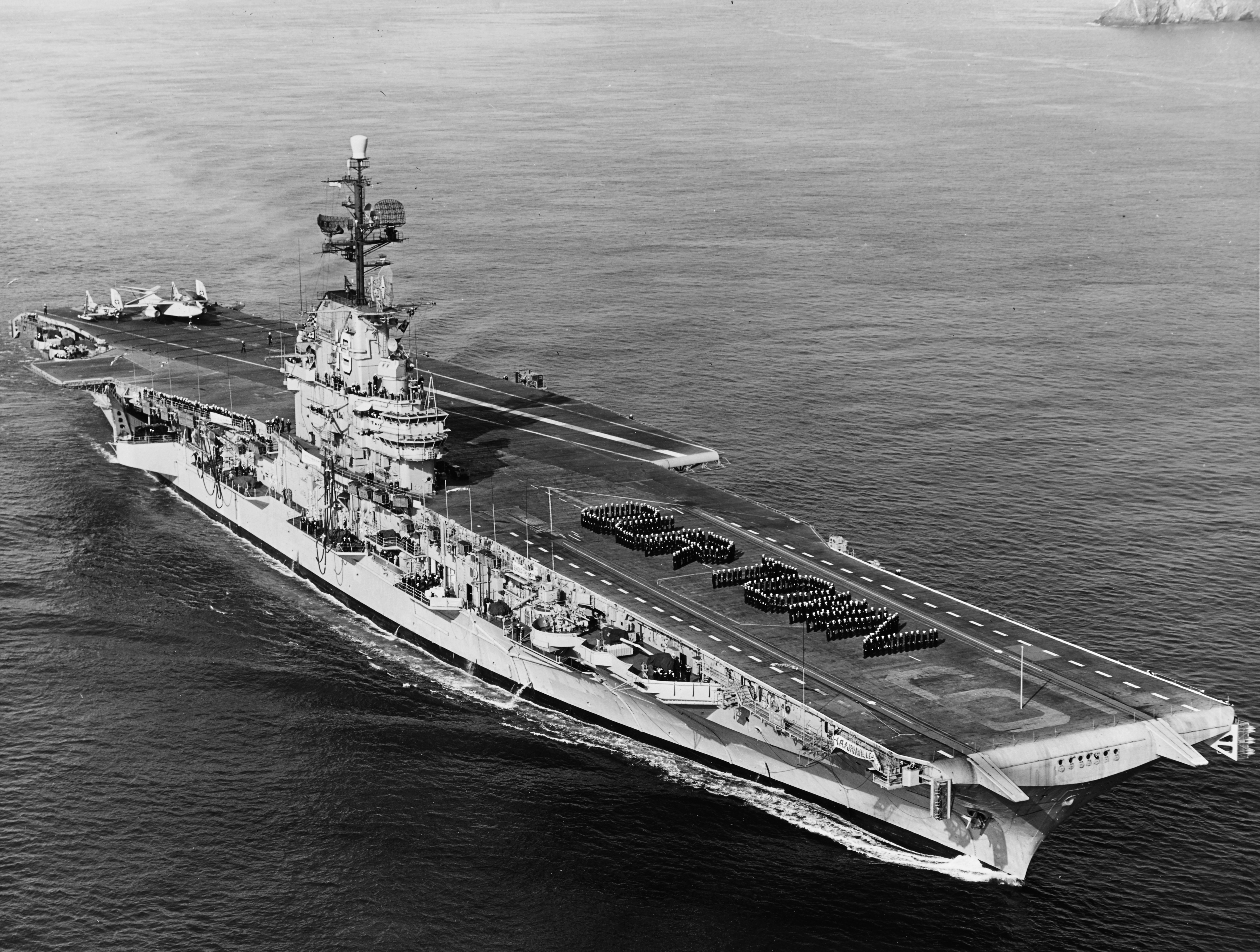
USS Hancock (CV-19).

Doordat hun constructie flink versneld was, vormde de Essex-klasse de ruggengraat van de Navy gedurende de jaren van de Pacifische Oorlog. Door hun grote en ruime hangar en de innovatie van het hoekdek konden ze makkelijk overweg met straalvliegtuigen. Samen met de grotere Midway-klasse, behielden ze de luchtkracht van de Navy in de rest van de jaren 40, tijdens de Koreaanse Oorlog en daarna.
Vijf van de long-hulls werden apart gelegd in 1946-47, samen met alle short-hulls. Acht bleven er in actieve dienst om, samen met de veel grotere Midways, de ruggengraat van de naoorlogse Navy te vormen. De defensieve economie van Harry S. Truman stuurde drie Essexes naar de mottenballen in 1949, maar die kwamen snel weer in dienst toen de Koreaanse Oorlog begon. Uiteindelijk hadden ze alle dertien dienst in de Koude Oorlog.
Vijf van hen werden grondig verbouwd in de vroege jaren 50 onder het SCB-27-programma, en vier ervan werden nog verder gemoderniseerd een paar jaar later naar het SCB-125 ontwerp. Een andere kreeg een gecombineerde SCB-27 en SCB-125 modificatie, terwijl weer een andere een modificatie kreeg om het hoekdek te testen.
Zelfs na het arriveren van de Forrestalklasse "supercarriers", bleef de Essex-klasse een vitaal element van de maritieme sterkte. Midden jaren 50 waren 14 van hen gemoderniseerd naast de Oriskany (CV-34), met allen, behalve een, verder modificaties tot het SCB-125 programma voor het opereren van straaljagers en zware aanvalsvliegtuigen.
De Koreaanse Oorlog en de daaropvolgende Koude Oorlog behoeften zorgden ervoor dat 22 van de 24 schepen nog veel dienst hadden na de Tweede Wereldoorlog, in eerste instantie allemaal met aanvalsluchtgroepen. Toen er grotere vliegdekschepen in dienst kwamen werden 18 van de Essex-klasse schepen geherclassificeerd tot ASW-vliegdekschepn. Niet gemoderniseerde schepen werden uit dienst genomen eind jaren 50, maar drie deden nog een decennium lang dienst als helikoptervliegdekschip voor het US Marine Corps. De opgewaardeerde eenheden bleven actief tot hun leeftijd en de groeiende vloot aan supercarriers langzaam de Essexen van de zee verdreef van eind jaren 60 tot midden jaren 70. Toch bleef een van de eersten van het type, USS Lexington (CV-16), in dienst tot 1991 als trainingsschip. Daarna werd ze een museum, evenals de Yorktown (CV-10), Intrepid (CV-11) en Hornet (CV-12).
Van de zes ongemoderniseerde Ticonderoga's werden er drie uit dienst genomen eind jaren 50, begin jaren 60 en werden omgeclassificeerd tot vliegtuigtransport (AVT), wat hun beperkte mogelijkheid tot het veilig opereren van moderne vliegtuigen weerspiegelde. De andere drie, omgebouwd tot helikopterplatforms, waren actief tot ongeveer 1970. De twee minst gemoderniseerde schepen werden in reserve geplaatst midden jaren 60 en de rest werd uit de vloot genomen tussen 1960 en 1976. Allen werden gesloopt, de meesten in jaren 70, al overleefde de Shangri-La nog tot eind jaren 80.

## DeEssex-klasse schepen
| Schip                         | Kiellegging | Te water gelaten | In dienst gesteld | Uit dienst |
| ----------------------------- | ----------- | ---------------- | ----------------- | ---------- |
| USS Essex (CV-9)              | Apr 1941    | Jul 1942         | Dec 1942          | Jun 1969   |
| USS Yorktown (CV-10)          | Dec 1941    | Jan 1943         | Apr 1943          | Jun 1970   |
| USS Intrepid (CV-11)          | Dec 1941    | Apr 1943         | Aug 1943          | Mar 1974   |
| USS Hornet (CV-12)            | Aug 1942    | Aug 1943         | Nov 1943          | Jun 1970   |
| USS Franklin (CV-13)          | Dec 1942    | Okt 1943         | Jan 1944          | Feb 1947   |
| USS Ticonderoga (CV-14)       | Feb 1943    | Feb 1944         | May 1944          | Sep 1973   |
| USS Randolph (CV-15)          | Mei 1943    | Jun 1944         | Oct 1944          | Feb 1969   |
| USS Lexington (CV-16)         | Jul 1941    | Sep 1942         | Feb 1943          | Nov 1991   |
| USS Bunker Hill (CV-17)       | Sep 1941    | Dec 1942         | Mei 1943          | Jan 1947   |
| USS Wasp (CV-18)              | Mar 1942    | Aug 1943         | Nov 1943          | Jul 1972   |
| USS Hancock (CV-19)           | Jan 1943    | Okt 1944         | Apr 1944          | Jan 1976   |
| USS Bennington (CV-20)        | Dec 1942    | Feb 1944         | Aug 1944          | Jan 1970   |
| USS Boxer (CV-21)             | Sep 1943    | Dec 1944         | Apr 1945          | Dec 1969   |
| USS Bon Homme Richard (CV-31) | Feb 1943    | Apr 1944         | Nov 1944          | Jul 1971   |
| USS Leyte (CV-32)             | Feb 1944    | Aug 1945         | Apr 1946          | Mei 1959   |
| USS Kearsarge (CV-33)         | Mar 1944    | Mei 1945         | Mar 1946          | Feb 1970   |
| USS Oriskany (CV-34)          | Mei 1944    | Okt 1945         | Sep 1950          | Sep 1976   |
| USS Antietam (CV-36)          | Mar 1943    | Aug 1944         | Jan 1945          | Mei 1963   |
| USS Princeton (CV-37)         | Sep 1943    | Jul 1945         | Nov 1945          | Jan 1970   |
| USS Shangri-La (CV-38)        | Jan 1943    | Feb 1944         | Sep 1944          | Jul 1971   |
| USS Lake Champlain (CV-39)    | Mar 1943    | Nov 1945         | Jun 1945          | Mei 1966   |
| USS Tarawa (CV-40)            | Mar 1943    | Mei 1945         | Nov 1945          | Jun 1967   |
| USS Valley Forge (CV-45)      | Sep 1944    | Nov 1945         | Nov 1946          | Jan 1970   |
| USS Philippine Sea (CV-47)    | Aug 1944    | Sep 1945         | Mei 1946          | Dec 1958   |

De Oriskany (CV-34) was besteld en neergelegd als Essex-klasse, maar werd gecompleteerd in 1950 onder het veel betere SCB-27A ontwerp.
Reprisal (CV-35), neergelegd in juli 1944 bij de New York Navy Yard en te water gelaten in 1945, werden gesloopt na tests en de Iwo Jima (CV-46) was neergelegd bij Newport News Shipbuilding in januari 1945, maar werd afgebroken op de helling in augustus 1945.
Zes 1945-schepen, die geen van allen namen kregen, werden toegewezen aan de Bethlehem Steel (CV-50), New York Navy Yard (CV-51 en CV-52), Philadelphia Navy Yard (CV-53) en de Norfolk Naval Shipyard (CV-54 en CV-55). Hun bouw werd afgeblazen in maart 1945.